# Niuserra
Niuserra (più correttamente: Niuserra Ini, anche Nyuserra Ini; in greco: ´Ραθούρης, Rhathurês) (... – 2430 a.C.?) è stato un sovrano egizio della V dinastia.
Gli è variamente attribuito un regno che va dai 24 ai 35 anni, nella seconda metà del XXV secolo a.C. Il suo nome di nascita, Niuserra, significa Posseduto dal Potere di Ra (oppure Colui Che appartiene al Potere di Ra). Il suo nome regale Ini è, invece, un soprannome di significato incerto. Niuserra era un figlio minore del faraone Neferirkara Kakai (2475 a.C. - 2455 a.C.) e della regina Khentkaus II e fratello dell'effimero sovrano Neferefra. Si ritiene che Niuserra sia succeduto al fratello in via diretta, ma alcuni indizi suggeriscono che Shepseskara possa aver regnato fra i due, forse per poche settimane. Si può ipotizzare che quest'ultimo abbia tentato di restaurare la linea di successione di Sahura, di cui potrebbe essere stato figlio - in un tentativo fallito di deporre la linea di Neferirkara.

## Fonti

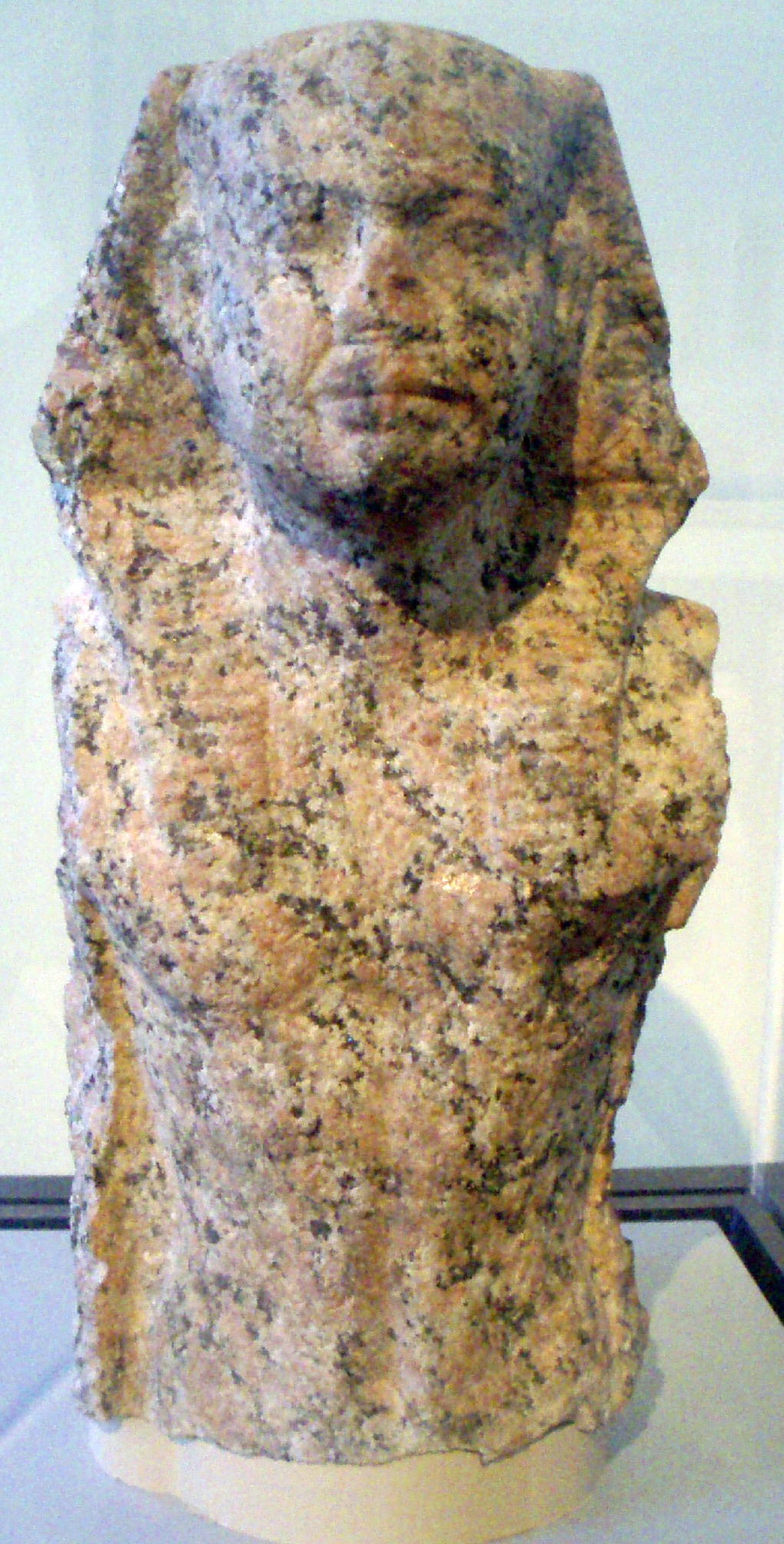
Testa e torso di un faraone della V dinastia, forse Niuserra. Brooklyn Museum, New York.

### Fonti contemporanee
Il regno di Niuserra Ini è ben attestato da reperti a lui coevi, per esempio nelle tombe dei suoi contemporanei, come quelle dei suoi manicuristi Khnumhotep e Niankhkhnum, degli alti funzionari Khufukhaf II, Ty, Rashepses, Neferefra-Ankh e Khabauptah e dei sacerdoti addetti al suo culto postumo, Nimaatsed e Kaemnefert.

### Fonti successive
Niuserra compare in tre antiche liste di faraoni, tutte risalenti al Nuovo Regno. La più antica è la Lista di Karnak, commissionata da Thutmose III (1479 a.C. - 1425 a.C.) per onorare alcuni dei suoi predecessori. Il nome natale di Niuserra occupa il trentesimo posto nella Lista di Abido, commissionata, due secoli dopo, da Seti I (1290 a.C. - 1279 a.C.). Tale nome doveva occupare, infine, la ventiduesima riga della terza colonna del Papiro dei Re, o Lista Reale di Torino, risalente al regno di Ramesse II (1279 a.C. - 1213 a.C.), pur essendo ormai perduto a causa di una grande lacuna. Riferimenti alla durata del regno di Niuserra sono ancora visibili sul papiro, indicando un computo tra gli 11 e 34 anni di regno. Infine, Niuserra è l'unico faraone della V dinastia assente dalla Lista di Saqqara.
Oltre a queste liste, Niuserra Ini è menzionato negli Aegyptiaca, una storia dell'Egitto scritta nel III secolo a.C., durante il regno di Tolomeo II (283 a.C. - 246 a.C.) dal sacerdote egizio Manetone. Benché non si sia conservata alcuna copia di tale opera, la sua materia fu ripresa negli scritti successivi di Sesto Giulio Africano ed Eusebio di Cesarea. In particolare, Sesto Africano riferisce che gli Aegyptiaca menzionavano il faraone ´Ραθούρης, Rathurês, aggiungendo che - sesto re della V dinastia - regnò per 44 anni. Si ritiene che Rathurês sia la forma ellenizzata di Niuserra.

## Regno

### Successione al trono

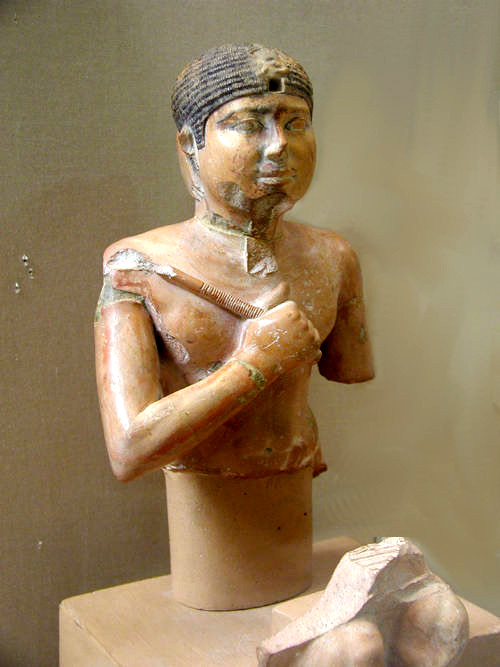
Statua danneggiata di Neferefra, rinvenuta ad Abusir. Museo egizio del Cairo.

Esistono due diverse ipotesi sulla successione degli eventi a partire dalla morte di Neferirkara Kakai, terzo sovrano della V dinastia, fino all'incoronazione di Niuserra Ini. A partire dal resoconto di Manetone, secondo il quale Niuserra successe direttamente a Neferirkara, alcuni egittologi come Jürgen von Beckerath e Hartwig Altenmüller hanno ipotizzato che Niuserra sarebbe diventato faraone dopo la morte inaspettata di suo fratello Neferefra. Quest'ultimo avrebbe però potuto ascendere al trono solo dopo Shepseskara, cui Manetone attribuisce 7 anni di regno, non del tutto credibili, dopo la morte di Neferirkara.

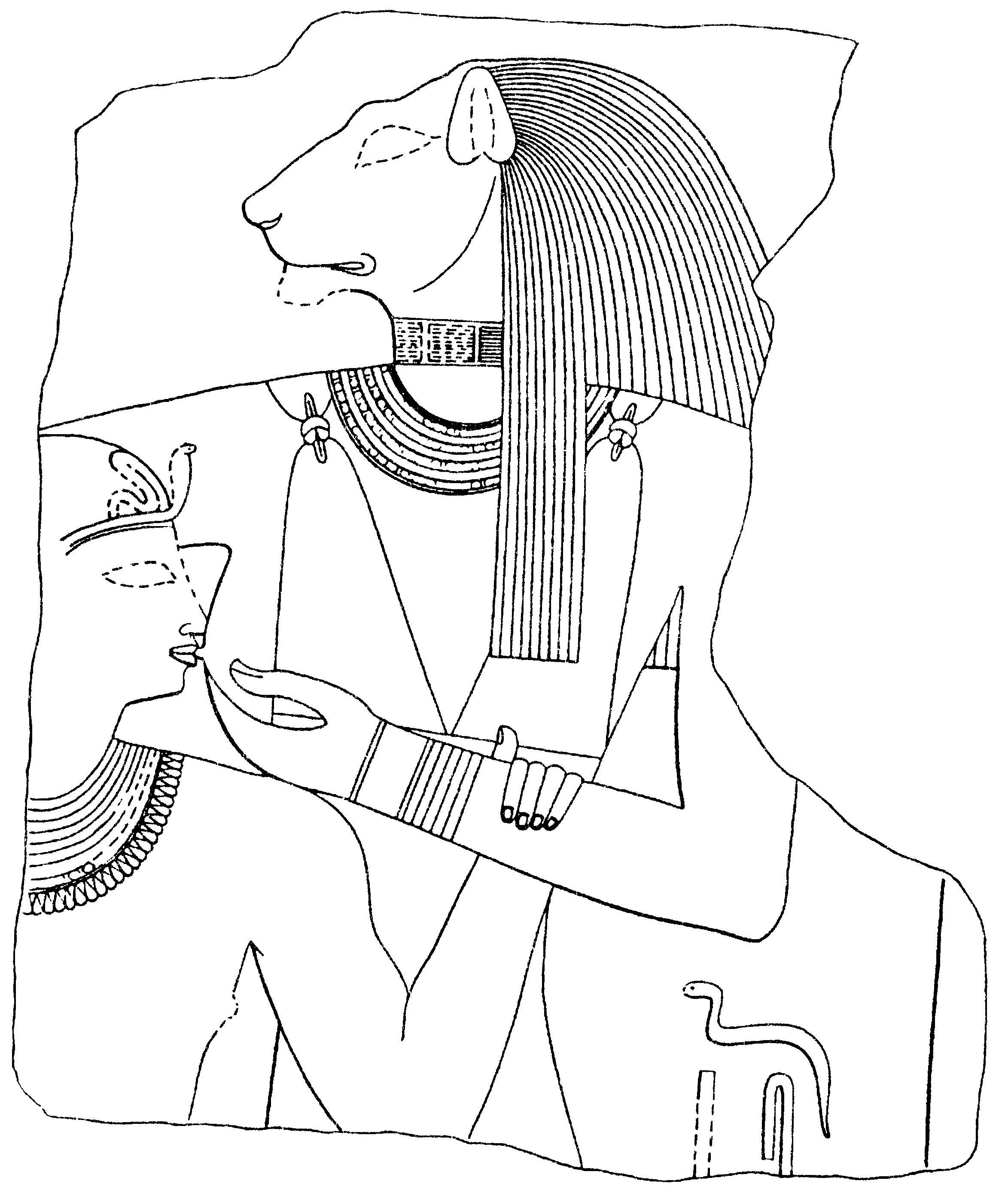
Riproduzione di Ludwig Borchardt di un rilievo raffigurante il giovane Niuserra allattato dalla dea Sekhmet (dal suo tempio funerario).

Tale ricostruzione è stata criticata da vari egittologi, fra cui Miroslav Verner, in seguito ai risultati di alcuni scavi nella necropoli di Abusir: stando a questi, Neferefra, supposto successore di Shepseskara, avrebbe regnato per pochi mesi fra Neferefra e Niuserra. Secondo la tesi di Verner, Neferefra e Niuserra sarebbero stati fratelli, entrambi figli di Neferirkara. Neferefra sarebbe divenuto faraone dopo la morte del padre (ca. 2455 a.C.), morendo però inaspettatamente dopo un breve regno di 2 anni. In quell'epoca Niuserra sarebbe stato solo un bambino, e i suoi diritti sul trono contrastati da Shepseskara, che Verner ritiene figlio del faraone Sahura (2487 a.C. - 2475 a.C.?) e quindi suo zio. La presa del potere, non del tutto legittima, di Shepseskara sarebbe durata, apparentemente, molto poco: secondo Verner Miroslav, il giovane Niuserra avrebbe prevalso grazie a sostenitori molto potenti, come alti funzionari e membri della famiglia reale, fra i quali spiccavano la madre Khentkaus II e il nobile Ptahshepses. Quest'ultima ipotesi sarebbe motivata dalle posizioni di primo piano che entrambi ricoprirono durante il regno di Niuserra: per esempio, il tempio mortuario della regina imita quello di un faraone, mentre Ptahshepses divenne visir e sposò una figlia di Niuserra.

### Politica interna

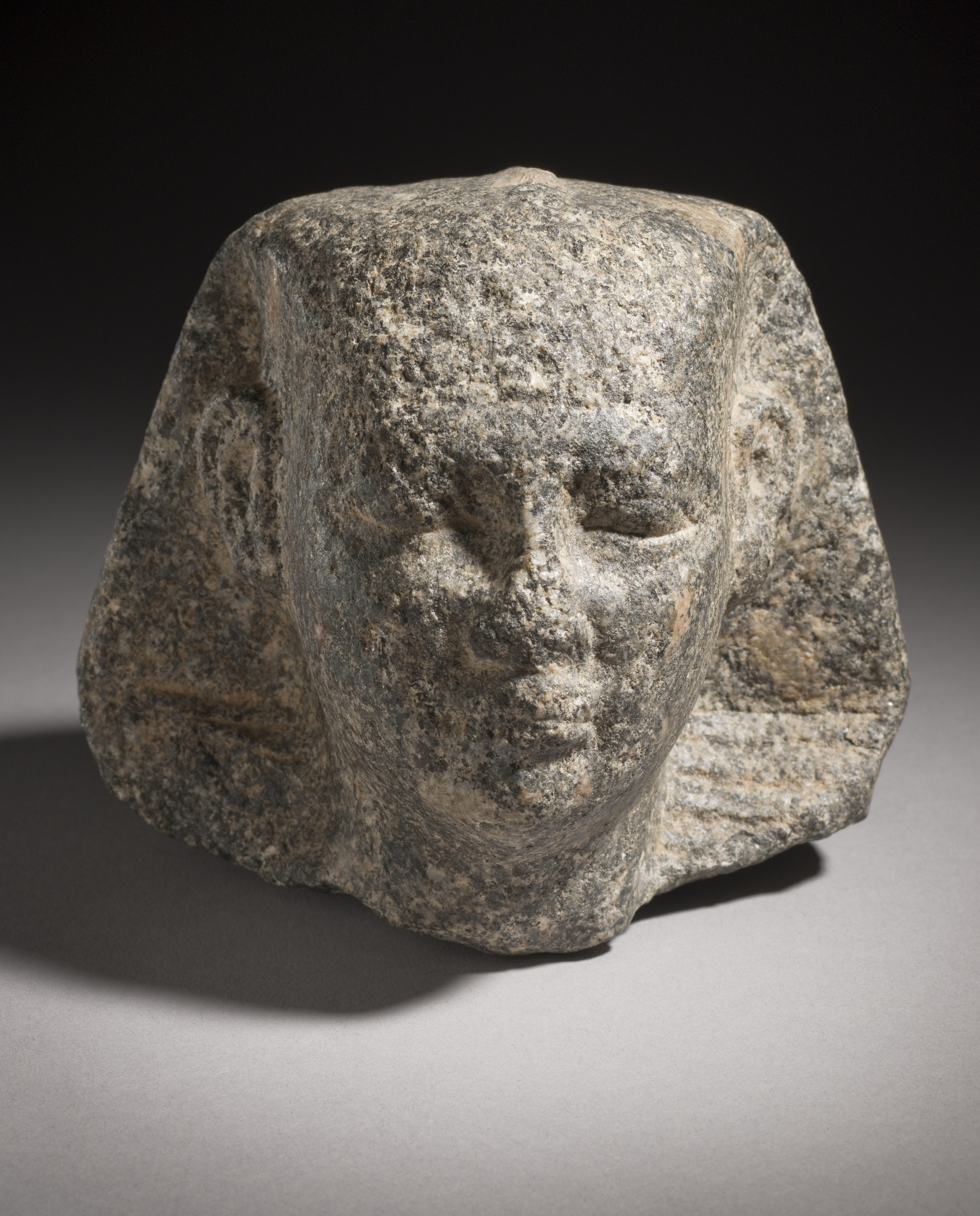
Testa in granito di un faraone identificabile con Niuserra. Los Angeles County Museum of Art, Los Angeles.

Il regno di Niuserra vide l'inarrestabile accentramento del potere nelle mani del clero e dei burocrati statali, fenomeno iniziato durante il regno di Neferirkara. I mutamenti nell'amministrazione del Paese in quel periodo sono esemplificati dal moltiplicarsi dei titoli, indizio della creazione di svariati nuovi uffici, i quali, a loro volta, potrebbero suggerire un tentativo di migliorare l'amministrazione statale con la creazione di nuove cariche con mansioni sempre più specifiche. Unitamente all'inflazione della burocrazia, si verificò una lenta perdita d'influenza da parte del faraone, benché egli rimanesse un dio vivente agli occhi dei suoi sudditi. La situazione continuò a degradarsi fino al regno di Djedkara Isesi (2414 a.C. - 2375 a.C.?), secondo successore di Niuserra, che attuò una riforma dei titoli connessi ai ranghi dei funzionari e, per estensione, dell'amministrazione.
Le testimonianze dell'attività amministrativa, ascrivibili con buona certezza al regno di Niuserra, sono costituite dai più antichi annali reali dell'Antico Regno, dei quali sussistono frammenti. Tali annali, che forniscono dettagli sui regni dei faraoni a partire dalla I dinastia con criterio, appunto, annalistico, risultano molto danneggiati; a partire dal regno di Neferirkara sussiste una grave lacuna.
Durante l'Antico Regno, l'Egitto fu amministrativamente suddiviso in province, chiamate nòmi. Tali province erano riconosciute come tali già durante il regno di Djoser (ca. 2680 a.C. - 2660 a.C.), fondatore della III dinastia, benché probabilmente risalissero all'epoca predinastica. La prima lista topografica di tutti i nomi egiziani risale al regno di Niuserra: personificati, sono raffigurati in processione sulle pareti del tempio solare del faraone.

## Monumenti

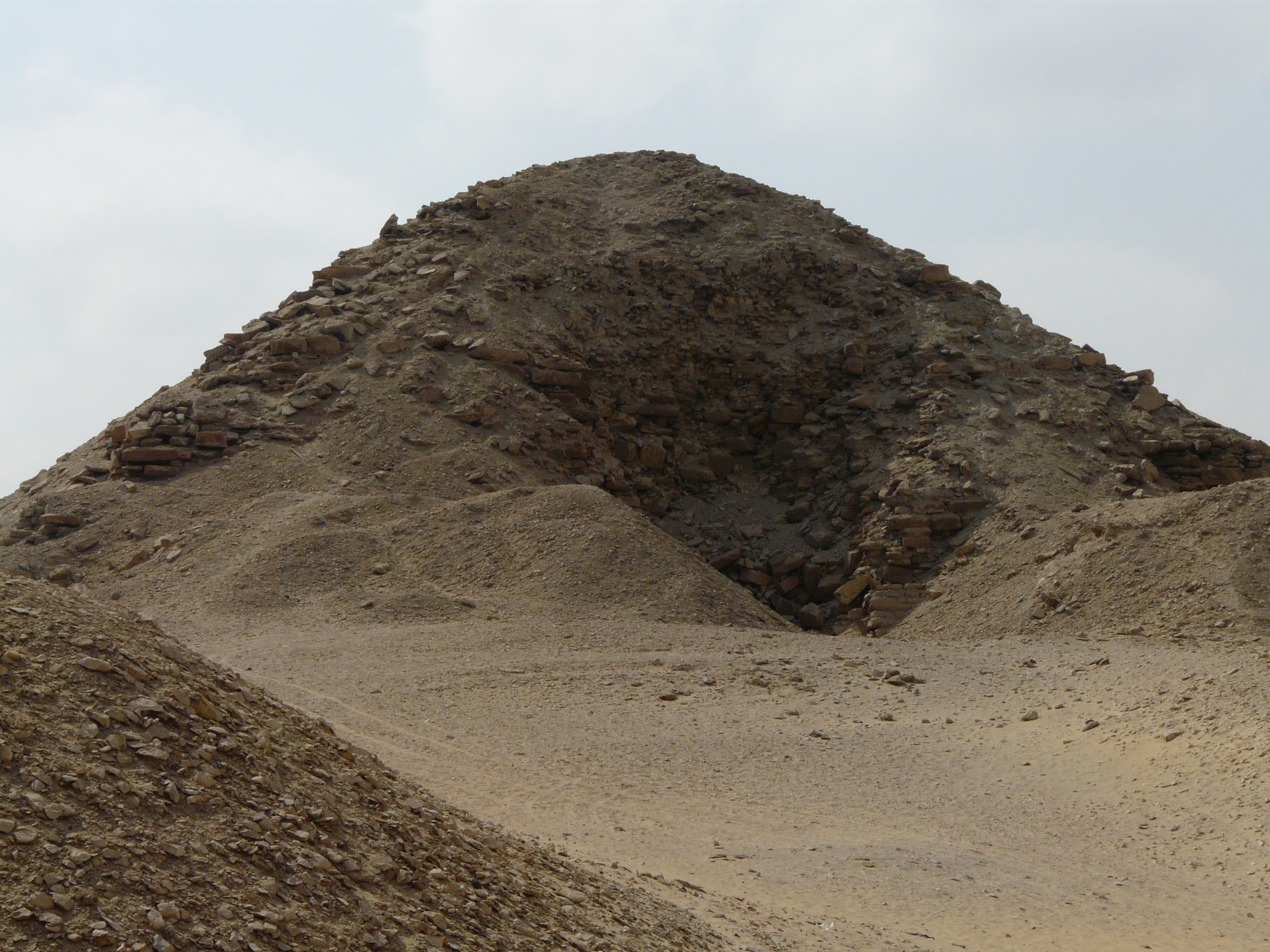
I resti della piramide di Niuserra ad Abusir.

### La piramide di Niuserra
Niuserra fece edificare ad Abusir una piramide chiamata Mensut Nyuserra, variamente tradotto come Stabili sono i Luoghi di Niuserra o I Luoghi di Niuserra resistono. La piramide si trova fra quelle di Sahura e Neferirkara Kakai. Una volta completata, la sua altezza raggiungeva i 52 metri, con una base di 78.8 metri per ogni lato per un totale di 112,000 m3 di pietra. Ciò che significa che, nonostante abbia goduto di uno dei regni più lunghi della V dinastia, Niuserra fece edificare una piramide più piccola di quella del padre o del nonno Sahura. In origine era probabilmente ricoperta di pietra calcarea: sono state infatti rinvenute alcune pietre di rivestimento. La camera sepolcrale e l'anticamera erano rivestite di calcare finemente lavorato e coperte da tre ordini di travi gigantesche in pietra calcarea, lunghe 10 metri e pesanti 90 tonnellate ciascuna.
La sua regina, Reptynub, fu sepolta nelle vicinanze.

## Famiglia

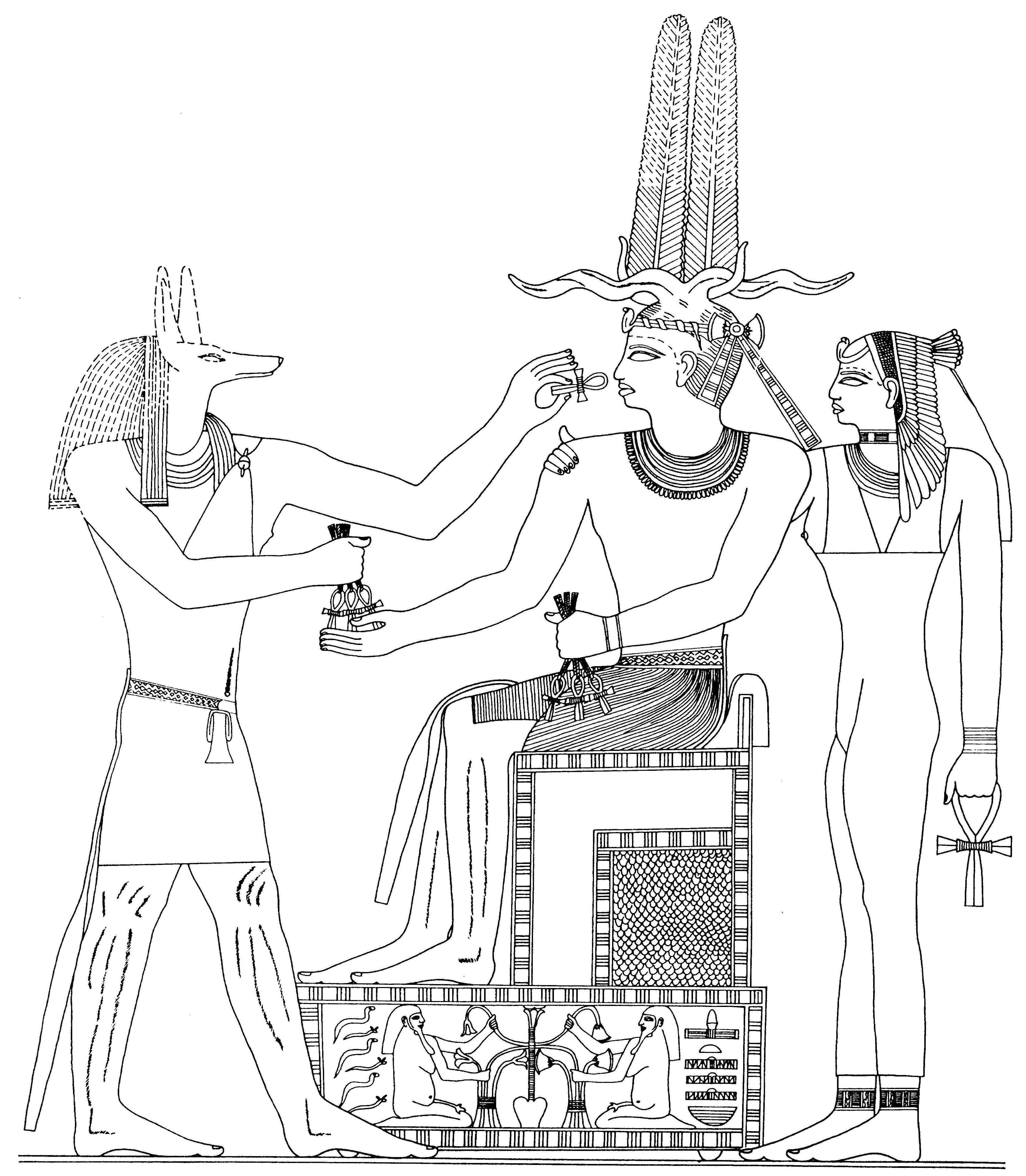
Riproduzione di Ludwig Borchardt di un rilievo raffigurante il faraone Niuserra che riceve la vita dal dio Anubi (dal suo tempio funerario ad Abusir).

### Genitori e fratelli
La madre di Niuserra è nota con certezza si tratta della regina Khentkaus II, nel cui tempio funerario è stata scoperto un rilievo che la raffigura di fronte a suo figlio Niuserra e alla sua famiglia. Il faraone e sua madre hanno, in tali figurazioni, le stesse dimensioni, in via del tutto eccezionale secondi canoni dell'arte egizia. Il padre di Niuserra fu certamente il faraone Neferirkara Kakai, come indicano le loro due piramidi affiancate ad Abusir, così come il riutilizzo nel proprio tempio funerario di materiali provenienti dalle costruzioni incomplete di Neferirkara. Khentkaus II fu quindi una sposa di Neferirkara Kakai.

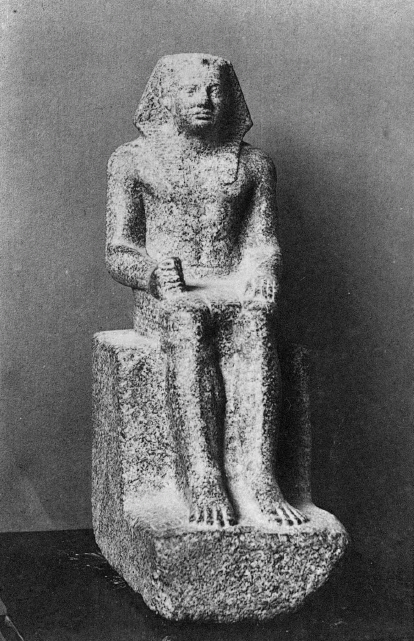
Statua di Niuserra Ini rinvenuta a Menfi. Museo egizio del Cairo.

Solo un fratello di Niuserra è conosciuto con sicurezza: l'effimero sovrano Neferefra, morto intorno ai vent'anni, era suo fratello maggiore. Il legame di parentela tra Niuserra e Shepseskara rimane invece poco chiaro; è possibile che fossero fratelli, anche se la tesi più accreditata è che fosse fratello di Neferirkara e quindi zio di Niuserra. Esiste un altro possibile fratello di Niuserra: Iryenra, un aristocratico investito del titolo di Principe ereditario; parentela suggerita dal fatto che il suo culto funerario fu associato a quello della madre nel tempio funerario di Khentkaus II. La regina Khentkaus III, con i suoi titoli di Figlia del re e Madre del re, fu forse sorella di Niuserra, figlia di Neferirkara e di Khentkaus II e sposa del fratello Neferefra (la sua tomba è infatti accanto alla piramide di quest'ultimo). Figlio di quest'ultima fu forse Menkauhor, che successe allo zio.

### Spose
Si ritiene che Niuserra Ini abbia avuto almeno due spose, come dimostrano le due piccole piramidi (piramide Lepsius XXIV e piramide Lepsius XXV) in rovina presso il confine meridionale della piana delle piramidi di Abusir; il nome delle titolari non può essere determinato al di là di ogni dubbio. Una di queste due regine potrebbe essere stata Reptynub, unica sposa di Niuserra a noi nota - grazie a una frammentaria statuetta in alabastro rinvenuta nel tempio mortuario del faraone. Nella tomba del visir Ptahshepses, genero di Niuserra, compaiono i titoli di una regina il cui nome non si è conservato, ma in tutto identici a quelli di Reptynub, e quindi probabilmente riferiti a lei.
Niuserra e Reptynub generarono probabilmente la principessa Khamerernebty, che andò in sposa al visir Ptahshepses. Hartwig Altenmüller ha ipotizzato l'esistenza di altre due figlie di Niuserra, sepolte nei pressi della tomba del padre.

### Figli
Niuserra Ini ebbe, pare, un solo figlio: il suo primogenito, il cui nome è andato perduto, e che compare in vari rilievi frammentari del suo tempio funerario ad Abusir. Oltre ai titoli dinastici di Principe ereditario (Iry-pat) e Primogenito del re, questo principe anonimo ne ebbe anche due sacerdotali: sacerdote lettore e sacerdote di Min. L'egittologo Michel Baud ha osservato che uno dei frammenti in questione reca la parte terminante di un nome, -ra: forse il nome dello stesso principe. Probabilmente non si tratta della stessa persona del futuro faraone Menkauhor, successore di Niuserra.

#### Rapporto con Menkauhor
Il rapporto preciso fra Niuserra e Menkauhor è comunemente considerato indiretto, anche se indizi provenienti dalla tomba di Khentkaus III, scoperta nel 2015, portano a credere che Menkauhor fosse figlio di Neferefra e quindi nipote di Niuserra, non suo figlio. Nel complesso mortuario di Khentaus II, madre di Niuserra, è stato scoperto un sigillo recante sia il nome di quest'ultimo che quello di Menkauhor. Un ulteriore sigillo presenterebbe il nome di Niuserra e quello di Djedkara Isesi, suo secondo successore. Tali sigilli lasciano intendere che i successori di Niuserra non lo videro come un antagonista.

## Liste Reali
| N5 · n | wsr · s · r |

| N5 · n | wsr · s · r |

| N5 · n | wsr · s · r |

| N5 · n | wsr · s · r |

| N5 · n | wsr · s · r |

| N5 · n | wsr · s · r |

| N5 · n | wsr · s · r |

| N5 · n | wsr · s · r |

|            | \| \| \| non citato \| \| \| |
|            |                              |
| non citato |                              |
|            |                              |

|            |
| non citato |
|            |

| HASH |

| HASH |

| HASH |

| HASH |

| HASH |

| HASH |

| HASH |

| HASH |

| M17 | K1 · n |

| M17 | K1 · n |

| M17 | K1 · n |

| M17 | K1 · n |

| M17 | K1 · n |

| M17 | K1 · n |

| M17 | K1 · n |

| M17 | K1 · n |

## Titolatura
| G5 |

| G5 |

| Q1 | X1 · F34 | N16 · N16 |

| Q1 | X1 · F34 | N16 · N16 |

| Q1 | X1 · F34 | N16 · N16 |

| Q1 | X1 · F34 | N16 · N16 |

| Q1 | X1 · F34 | N16 · N16 |

| Q1 | X1 · F34 | N16 · N16 |

| Q1 | X1 · F34 | N16 · N16 |

| Q1 | X1 · F34 | N16 · N16 |

| G16 |

| G16 |

| Q1 | X1 · F34 |

| Q1 | X1 · F34 |

| G8 |

| G8 |

| nTr · G5 · S12 |

| nTr · G5 · S12 |

| M23 · X1 | L2 · X1 |

| M23 · X1 | L2 · X1 |

| N5 · N35 | wsr · s · r |

| N5 · N35 | wsr · s · r |

| N5 · N35 | wsr · s · r |

| N5 · N35 | wsr · s · r |

| N5 · N35 | wsr · s · r |

| N5 · N35 | wsr · s · r |

| N5 · N35 | wsr · s · r |

| N5 · N35 | wsr · s · r |

| G39 | N5 |

| G39 | N5 |

| i | K1 · n |

| i | K1 · n |

| i | K1 · n |

| i | K1 · n |

| i | K1 · n |

| i | K1 · n |

| i | K1 · n |

| i | K1 · n |

## Altre datazioni
| Autore        | Anni di regno         |
| ------------- | --------------------- |
| von Beckerath | 2420 a.C. - 2380 a.C. |
| Málek         | 2408 a.C. - 2377 a.C. |